# Красава (Кировская область)
Красава — деревня в Шабалинском районе Кировской области России. Входит в Ленинское городское поселение.

## География
Располагается в 5 км к востоку от административного центра района — пгт Ленинское. Деревня располагается на достаточно высоком холме (высота относительно русла р. Сюзюм — порядка 20—30 м), которые местные жители называют «Красавской горой». В 1,5—2 км к западу от деревни протекает р. Сюзюм, с севера деревню огибает река Красавка, с востока река Луговица — притоки р. Сюзюм.

## История
Основана в 1806 году. Летом 2006 года широко отмечалось 200-летие деревни. Являлась административным центром Красавской волости Котельничского уезда, к 1926 году волость возглавляло с. Богородское . Наибольшее развитие деревня получила в советские годы — здесь располагалась центральная усадьба колхоза «Красавский». Кроме того, сыграло роль выгодное географическое положение населенного пункта — в нескольких километрах от районного центра пгт Ленинского, железнодорожной станции Шабалино. В деревне работали дом культуры, восьмилетняя школа, магазин. 1990-е годы привели к упадку деревни и оттоку населения — закрылась школа, на основе колхоза «Красавский» была основана агрофирма «Шабалино», которая не смогла конкурировать с крупными колхозами района.

## Население
| 2010 |
| ---- |
| 99   |

## Экономика
Основной занятостью постоянного населения деревни является сельское хозяйство, как правило, личное подсобное. В Красаве работает магазин товаров повседневного спроса Шабалинского РАЙПО. Также действует клуб.

## Достопримечательности
В 2010 году к 65-летию Победы в Великой Отечественной войне на месте старого Дома культуры установлен памятник погибшим в Великой Отечественной войне и опубликованы списки погибших жителей деревень Красавы, Крутиков, Скурихиных, Ионичей, Фролов, Больших Сосков, Ежей.

## Транспорт
Красаву с районным центром соединяет асфальтированная дорога Ленинское — Буторинская. Осуществляется автобусное движение. В 5 км расположена станция Шабалино Северной железной дороги.